# C.C. DeVille
C.C. DeVille, pseudonimo di Bruce Anthony Johannesson (New York, 14 maggio 1962), è un chitarrista statunitense, noto come membro dei Poison.

## Biografia

### Gli inizi
È nato nel quartiere di Bay Ridge, nel distretto di Brooklyn, a New York. Il nome d'arte proviene da quello della sua macchina preferita, la Cadillac Sedan de Ville. I suoi interessi per la musica nacquero quando vide i Beatles al The Ed Sullivan Show (all'epoca aveva due anni). DeVille iniziò a suonare la chitarra a 5 anni, dopo aver comprato un'imitazione di Fender Telecaster giapponese per soli 27 dollari. Il suo amore per la musica cresceva sempre più, iniziò ad ascoltare artisti come Led Zeppelin, Black Sabbath, Rolling Stones, David Bowie, Aerosmith, Van Halen, New York Dolls, Cheap Trick e soprattutto Kiss. DeVille poi intraprese studi sulla teoria musicale all'Università di New York, senza mai completarli.

### Carriera
Nel 1981 DeVille si spostò a Los Angeles e suonò a qualche audizione per entrare nei Kid Rocker (gruppo dove militava anche Billy Dior, futuro batterista dei D'Molls), ma il leader e compositore della band Jimmy Vayne decise di non accettarlo nel gruppo. DeVille, assieme al batterista dei Kid Rocker Billy Dior, poco dopo formarono gli Screamin' Mimi's e fu in questo periodo che DeVille scrisse il brano "Talk Dirty to Me", pezzo che diventerà celebre con i Poison. Poco prima DeVille fu anche chitarrista dei Roxx Regime, ovvero la prima formazione degli Stryper, quando ancora non avevano cambiato nome. Fu però presto sostituito da Oz Fox.
Dopo questa breve esperienza, si presentò ad un'audizione coi Poison. Il gruppo, alla ricerca di un nuovo chitarrista, aveva scelto fra tre possibili candidati: C.C. DeVille, Saul Hudson (in arte Slash, che nel 1985 entrerà a far parte dei Guns N' Roses) e Steve Silva dei The Joe Perry Project (un progetto di Joe Perry, dopo l'abbandono degli Aerosmith). Infine venne scelto proprio C.C. DeVille. L'esibizione del chitarrista impressionò il batterista Rikki Rockett e il bassista Bobby Dall, ma fece arrabbiare il cantante Bret Michaels, poiché DeVille rifiutò di suonare i pezzi dati da lui, o meglio rifiutò di suonare alcuni riff che aveva scritto. Nonostante ciò, "Talk Dirty to Me", scritta in precedenza da DeVille, lancerà il gruppo.

### Il successo
Il primo album dei Poison fu Look What the Cat Dragged In uscito il 2 agosto 1986, nel quale erano incluse tre hits: "Talk Dirty to Me," "I Want Action" e "I Won't Forget You". L'album vendette 4 quattro milioni di copie. DeVille collaborò anche a molto del materiale del secondo album Open Up and Say...Ahh! uscito il 3 maggio 1988, che riuscì a vendere 8 milioni di copie nel mondo ed includeva il brano "Nothin' but a Good Time" scritto da DeVille.
Nel 1990, DeVille suonò la chitarra solista nel singolo "Cherry Pie" dei Warrant, contenuto nell'album omonimo uscito l'11 settembre 1990. L'abilità nel "songwriting" crebbe ulteriormente, e a confermarlo fu il terzo album dei Poison, Flesh & Blood pubblicato il 21 giugno dello stesso anno. In questo periodo, DeVille sembrava avere problemi di alcolismo e droga, a causa dei quali ebbe conflitti con il gruppo, e con Bret in particolare. Decise così di lasciare la band per un periodo indefinito, dopo aver registrato le quattro tracce inedite dell'album dal vivo Swallow This Live nel 1991. Durante la sua assenza dai Poison, DeVille collaborò ad una colonna sonora sotto il nome di "C.C. DeVille Experience". Suonò anche in una band di Los Angeles, i "Needle Park".

### Tempi recenti
Nel 1998, DeVille, con il bassista Krys Baratto, il batterista Francis Ruiz ed il tastierista dei Great White Michael Lardie, formò la band Samantha 7, il cui titolo venne ispirato dal nome di un'insegnante delle elementari che provocò a C.C. una crisi d'infanzia.
Nel 1999 decise di ritornare con la sua storica band, i Poison, partecipando ai dischi Crack a Smile...and More! (2000), Power to the People (2001) e Hollyweird (2002). In questi anni apparirà in diversi album, come quelli solisti di Bret Michaels A Letter from Death Row (1998) e Rikki Rockett Glitter 4 Your Soul (2003) mentre nel 2001 parteciperà all'album Hollywood Trash dei King Kobra. DeVille ha anche partecipato al brano "God Was Never On Your Side" dell'album dei Motörhead Kiss of Death, uscito il 29 agosto 2006.

## Discografia

### Con i Poison
- 1986 – Look What the Cat Dragged In
- 1988 – Open Up and Say...Ahh!
- 1990 – Flesh & Blood
- 1991 – Swallow This Live
- 1996 – Poison's Greatest Hits: 1986-1996
- 2000 – Power to the People
- 2002 – Hollyweird
- 2003 – Best of Ballads & Blues
- 2006 – The Best of Poison: 20 Years of Rock
- 2007 – Poison'd!
- 2008 – Live, Raw & Uncut
- 2011 – Double Dose: Ultimate Hits

### Con i Samantha 7
- 2000 – Samantha 7

### Altri album
- 1990 – Sam Kinison – Have You Seen Me Lately?
- 1990 – Sam Kinison – Leader of the Banned
- 1990 – Warrant – Cherry Pie
- 1993 – Colonna sonora – Son in Law Soundtrack
- 1997 – LEN – You Can't Stop the Bum Rush
- 1998 – Bret Michaels – A Letter from Death Row
- 2000 – The Muffs – Hamburger
- 2001 – King Kobra – Hollywood Trash
- 2003 – Rikki Rockett – Glitter 4 Your Soul
- 2006 – Motörhead – Kiss of Death
- 2013 – Bret Michaels – Jammin' with Friends

### Tribute Album
- 1998 – Forever Mod: Portrait of a Storyteller
- 2004 – Spin the Bottle: An All-Star Tribute to Kiss